# Стаді-Бютт (Техас)
Стаді-Бютт (англ. Study Butte) — переписна місцевість (CDP) в США, в окрузі Брюстер штату Техас. Населення — 200 осіб (2020).

## Географія
Стаді-Бютт розташоване за координатами 29°20′11″ пн. ш. 103°32′27″ зх. д. / 29.33639° пн. ш. 103.54083° зх. д. (29.336255, -103.540789).  За даними Бюро перепису населення США в 2010 році переписна місцевість мала площу 12,35 км², з яких 12,34 км² — суходіл та 0,01 км² — водойми.

## Демографія
Згідно з переписом 2010 року, у переписній місцевості мешкали 233 особи в 98 домогосподарствах у складі 49 родин. Густота населення становила 19 осіб/км².  Було 145 помешкань (12/км²).
Расовий склад населення:
| - 70,8 % — білих - 3,4 % — корінних американців - 25,8 % — осіб інших рас |

До двох чи більше рас належало 0,0 %. Частка іспаномовних становила 52,8 % від усіх жителів.
За віковим діапазоном населення розподілялося таким чином: 31,8 % — особи молодші 18 років, 56,2 % — особи у віці 18—64 років, 12,0 % — особи у віці 65 років та старші. Медіана віку мешканця становила 36,2 року. На 100 осіб жіночої статі у переписній місцевості припадало 95,8 чоловіків;  на 100 жінок у віці від 18 років та старших — 109,2 чоловіків також старших 18 років.
Середній дохід на одне домашнє господарство  становив 33 516 доларів США (медіана — 31 319), а середній дохід на одну сім'ю — 38 496 доларів (медіана — 50 227). За межею бідності перебувало 41,7 % осіб, у тому числі 69,1 % дітей у віці до 18 років та 11,1 % осіб у віці 65 років та старших.
Цивільне працевлаштоване населення становило 100 осіб. Основні галузі зайнятості: мистецтво, розваги та відпочинок — 52,0 %, сільське господарство, лісництво, риболовля — 17,0 %, роздрібна торгівля — 10,0 %, будівництво — 10,0 %.